# Greve Strand
Greve Strand är en tätort (danska: byområde) som utgör centralort i Greve kommun i Region Själland i östra Danmark. Orten ligger på den östra delen av ön Själland, cirka 19 kilometer sydväst om Köpenhamn och räknas som en del av det sammanhängande Huvudstadsområdet. Den 1 januari 2017 hade orten 42 701 invånare.
Järnvägslinjen Køge Bugt-banen, en del av Köpenhamns S-banenät, har tre stationer inom Greve Strand; Hundige, Greve och Karlslunde. 